# Grand Prix cycliste de Québec 2014
La 5e édition du Grand Prix cycliste de Québec a eu lieu le 12 septembre 2014. Il s'agit de la 25e épreuve de l'UCI World Tour 2014.
La course a été remportée lors d'un sprint d'une trentaine de coureurs par l'Australien Simon Gerrans (Orica-GreenEDGE) devant le Néerlandais Tom Dumoulin (Giant-Shimano) et le Lituanien Ramūnas Navardauskas (Garmin-Sharp).
Gerrans, déjà vainqueur en 2012, s'impose dans une deuxième classique cette saison après sa victoire dans Liège-Bastogne-Liège. L'Espagnol Alejandro Valverde (Movistar) absent de la course car présent sur le Tour d'Espagne conserve sa première place de l'UCI World Tour.

## Présentation

### Équipes
Dix-neuf équipes participent à ce Grand Prix cycliste de Québec - dix-huit ProTeams et une équipe nationale :
| UCI ProTeams            | UCI ProTeams | UCI ProTeams |
| Nom de l'équipe         | Pays         | Code         |
| ----------------------- | ------------ | ------------ |
| AG2R La Mondiale        | France       | ALM          |
| Astana                  | Kazakhstan   | AST          |
| Belkin                  | Pays-Bas     | BEL          |
| BMC Racing              | États-Unis   | BMC          |
| Cannondale              | Italie       | CAN          |
| Europcar                | France       | EUC          |
| FDJ.fr                  | France       | FDJ          |
| Garmin-Sharp            | États-Unis   | GRS          |
| Giant-Shimano           | Pays-Bas     | GIA          |
| Katusha                 | Russie       | KAT          |
| Lampre-Merida           | Italie       | LAM          |
| Lotto-Belisol           | Belgique     | LTB          |
| Movistar                | Espagne      | MOV          |
| Omega Pharma-Quick Step | Belgique     | OPQ          |
| Orica-GreenEDGE         | Australie    | OGE          |
| Sky                     | Royaume-Uni  | SKY          |
| Tinkoff-Saxo            | Russie       | TCS          |
| Trek Factory Racing     | États-Unis   | TFR          |

| Équipe nationale           | Équipe nationale | Équipe nationale |
| Nom de l'équipe            | Pays             | Code             |
| -------------------------- | ---------------- | ---------------- |
| Équipe nationale du Canada | Canada           | CAN              |

## Classement final
|    | Coureur              | Pays           | Équipe                  |    | Temps           | Points UCI |
| -- | -------------------- | -------------- | ----------------------- | -- | --------------- | ---------- |
| 1  | Simon Gerrans        | Australie      | Orica-GreenEDGE         | en | 4 h 42 min 54 s | 80         |
| 2  | Tom Dumoulin         | Pays-Bas       | Giant-Shimano           | +  | m.t             | 60         |
| 3  | Ramūnas Navardauskas | Lituanie       | Garmin-Sharp            |    | m.t             | 50         |
| 4  | Daryl Impey          | Afrique du Sud | Orica-GreenEDGE         |    | m.t             | 40         |
| 5  | Greg Van Avermaet    | Belgique       | BMC Racing              |    | m.t             | 30         |
| 6  | Gianni Meersman      | Belgique       | Omega Pharma-Quick Step |    | m.t             | 22         |
| 7  | Sep Vanmarcke        | Belgique       | Belkin                  |    | m.t             | 14         |
| 8  | Enrico Gasparotto    | Italie         | Astana                  |    | m.t             | 10         |
| 9  | Tony Gallopin        | France         | Lotto-Belisol           |    | m.t             | 6          |
| 10 | Bauke Mollema        | Pays-Bas       | Belkin                  |    | m.t             | 2          |

Meilleur grimpeur:  David Tanner (Belkin)
Meilleur canadien:  Ryan Anderson (Équipe Canada)

## Liste des participants
- Liste de départ complète

| Légende | Légende                                                                     | Légende | Légende                                                    |
| ------- | --------------------------------------------------------------------------- | ------- | ---------------------------------------------------------- |
| Num     | Dossard de départ porté par le coureur sur ce Grand Prix cycliste de Québec | Pos     | Position à l'arrivée de la course                          |
|         | Indique un maillot de champion national ou mondial, suivi de sa spécialité  | NP      | Indique un coureur qui n'a pas pris le départ de la course |
| AB      | Indique un coureur qui n'a pas terminé la course                            | HD      | Indique un coureur qui a terminé la course hors des délais |

| Lampre-Merida LAM | Lampre-Merida LAM             | Lampre-Merida LAM |
| ----------------- | ----------------------------- | ----------------- |
| Num               | Coureur                       | Pos               |
| 1                 | Rui Costa (POR) (Route)       | 33e               |
| 2                 | Matteo Bono (ITA)             | 113e              |
| 3                 | Kristijan Đurasek (CRO)       | 90e               |
| 4                 | Christopher Horner (USA)      | 120e              |
| 5                 | Manuele Mori (ITA)            | 84e               |
| 6                 | Jan Polanc (SLO)              | 85e               |
| 7                 | Nélson Oliveira (POR) (Route) | 94e               |
| 8                 | Rafael Valls (ESP)            | 115e              |

| Movistar MOV | Movistar MOV             | Movistar MOV |
| ------------ | ------------------------ | ------------ |
| Num          | Coureur                  | Pos          |
| 11           | Beñat Intxausti (ESP)    | 83e          |
| 12           | Igor Antón (ESP)         | 81e          |
| 13           | Eros Capecchi (ITA)      | AB           |
| 14           | Juan José Lobato (ESP)   | 52e          |
| 15           | Jesús Herrada (ESP)      | 13e          |
| 16           | Rubén Plaza (ESP)        | 80e          |
| 17           | José Joaquín Rojas (ESP) | 44e          |
| 18           | Francisco Ventoso (ESP)  | 41e          |

| AG2R La Mondiale ALM | AG2R La Mondiale ALM         | AG2R La Mondiale ALM |
| -------------------- | ---------------------------- | -------------------- |
| Num                  | Coureur                      | Pos                  |
| 21                   | Jean-Christophe Péraud (FRA) | 62e                  |
| 22                   | Romain Bardet (FRA)          | 24e                  |
| 23                   | Ben Gastauer (LUX)           | 87e                  |
| 24                   | Hugo Houle (CAN)             | 45e                  |
| 25                   | Blel Kadri (FRA)             | 99e                  |
| 26                   | Sébastien Minard (FRA)       | 106e                 |
| 27                   | Christophe Riblon (FRA)      | 64e                  |
| 28                   | Guillaume Bonnafond (FRA)    | 134e                 |

| Tinkoff-Saxo TCS | Tinkoff-Saxo TCS      | Tinkoff-Saxo TCS |
| ---------------- | --------------------- | ---------------- |
| Num              | Coureur               | Pos              |
| 31               | Michael Rogers (AUS)  | 59e              |
| 32               | Matti Breschel (DEN)  | 29e              |
| 33               | Jesper Hansen (DEN)   | 101e             |
| 34               | Jay McCarthy (AUS)    | 61e              |
| 35               | Evgueni Petrov (RUS)  | 92e              |
| 36               | Bruno Pires (POR)     | 132e             |
| 37               | Paweł Poljański (POL) | 46e              |
| 38               | Nicki Sørensen (DEN)  | 102e             |

| Omega Pharma-Quick Step OPQ | Omega Pharma-Quick Step OPQ | Omega Pharma-Quick Step OPQ |
| --------------------------- | --------------------------- | --------------------------- |
| Num                         | Coureur                     | Pos                         |
| 41                          | Zdeněk Štybar (CZE) (Route) | 110e                        |
| 42                          | Julian Alaphilippe (FRA)    | 28e                         |
| 43                          | Jan Bakelants (BEL)         | 19e                         |
| 44                          | Kevin De Weert (BEL)        | 122e                        |
| 45                          | Gianni Meersman (BEL)       | 6e                          |
| 46                          | Serge Pauwels (BEL)         | 131e                        |
| 47                          | Matteo Trentin (ITA)        | 128e                        |
| 48                          | Petr Vakoč (CZE)            | 32e                         |

| Katusha KAT | Katusha KAT                  | Katusha KAT |
| ----------- | ---------------------------- | ----------- |
| Num         | Coureur                      | Pos         |
| 51          | Alexander Kristoff (NOR)     | 21e         |
| 52          | Vladimir Isaychev (RUS)      | 133e        |
| 53          | Pavel Kochetkov (RUS)        | 98e         |
| 54          | Viatcheslav Kouznetsov (RUS) | AB          |
| 55          | Marco Haller (AUT)           | 125e        |
| 56          | Simon Špilak (SLO)           | 60e         |
| 57          | Egor Silin (RUS)             | 104e        |
| 58          | Alexey Tsatevitch (RUS)      | 42e         |

| Belkin BEL | Belkin BEL               | Belkin BEL |
| ---------- | ------------------------ | ---------- |
| Num        | Coureur                  | Pos        |
| 61         | Bauke Mollema (NED)      | 10e        |
| 62         | Jonathan Hivert (FRA)    | 107e       |
| 63         | Dennis van Winden (NED)  | AB         |
| 64         | Steven Kruijswijk (NED)  | 38e        |
| 65         | Tom Leezer (NED)         | 119e       |
| 66         | David Tanner (AUS)       | 31e        |
| 67         | Nick van der Lijke (NED) | 118e       |
| 68         | Sep Vanmarcke (BEL)      | 7e         |

| BMC Racing BMC | BMC Racing BMC           | BMC Racing BMC |
| -------------- | ------------------------ | -------------- |
| Num            | Coureur                  | Pos            |
| 71             | Tejay van Garderen (USA) | 40e            |
| 72             | Brent Bookwalter (USA)   | 36e            |
| 73             | Yannick Eijssen (BEL)    | 57e            |
| 74             | Ben Hermans (BEL)        | 56e            |
| 75             | Amaël Moinard (FRA)      | 82e            |
| 76             | Michael Schär (SUI)      | 53e            |
| 77             | Peter Stetina (USA)      | AB             |
| 78             | Greg Van Avermaet (BEL)  | 5e             |

| Astana AST | Astana AST               | Astana AST |
| ---------- | ------------------------ | ---------- |
| Num        | Coureur                  | Pos        |
| 81         | Jakob Fuglsang (DEN)     | 103e       |
| 82         | Valerio Agnoli (ITA)     | 100e       |
| 83         | Borut Božič (SLO)        | 23e        |
| 84         | Janez Brajkovič (SLO)    | 67e        |
| 85         | Enrico Gasparotto (ITA)  | 8e         |
| 86         | Francesco Gavazzi (ITA)  | 12e        |
| 87         | Lieuwe Westra (NED)      | 105e       |
| 88         | Fredrik Kessiakoff (SWE) | 73e        |

| Trek Factory Racing TFR | Trek Factory Racing TFR       | Trek Factory Racing TFR |
| ----------------------- | ----------------------------- | ----------------------- |
| Num                     | Coureur                       | Pos                     |
| 91                      | Robert Kišerlovski (CRO)      | 70e                     |
| 92                      | Matthew Busche (USA)          | 48e                     |
| 93                      | Stijn Devolder (BEL)          | 77e                     |
| 94                      | Laurent Didier (LUX)          | 86e                     |
| 95                      | Grégory Rast (SUI)            | AB                      |
| 96                      | Hayden Roulston (NZL) (Route) | 76e                     |
| 97                      | Fränk Schleck (LUX) (Route)   | 37e                     |
| 98                      | Riccardo Zoidl (AUT) (Route)  | 65e                     |

| Giant-Shimano GIA | Giant-Shimano GIA                 | Giant-Shimano GIA |
| ----------------- | --------------------------------- | ----------------- |
| Num               | Coureur                           | Pos               |
| 101               | Tom Dumoulin (NED)                | 2e                |
| 102               | Thomas Damuseau (FRA)             | 89e               |
| 103               | Simon Geschke (GER)               | 18e               |
| 104               | Thierry Hupond (FRA)              | 112e              |
| 105               | Reinardt Janse van Rensburg (RSA) | 26e               |
| 106               | Daan Olivier (NED)                | 49e               |
| 107               | Thomas Peterson (USA)             | AB                |
| 108               | Georg Preidler (AUT)              | 16e               |

| Sky SKY | Sky SKY                    | Sky SKY |
| ------- | -------------------------- | ------- |
| Num     | Coureur                    | Pos     |
| 111     | Geraint Thomas (GBR)       | 116e    |
| 112     | Edvald Boasson Hagen (NOR) | 55e     |
| 113     | Ian Boswell (USA)          | 95e     |
| 114     | Nathan Earle (AUS)         | AB      |
| 115     | Joe Dombrowski (USA)       | AB      |
| 116     | Christopher Sutton (AUS)   | 20e     |
| 117     | Danny Pate (USA)           | 117e    |
| 118     | Salvatore Puccio (ITA)     | 68e     |

| Lotto-Belisol LTB | Lotto-Belisol LTB      | Lotto-Belisol LTB |
| ----------------- | ---------------------- | ----------------- |
| Num               | Coureur                | Pos               |
| 121               | Jelle Vanendert (BEL)  | 34e               |
| 122               | Stig Broeckx (BEL)     | AB                |
| 123               | Gert Dockx (BEL)       | AB                |
| 124               | Tony Gallopin (FRA)    | 9e                |
| 125               | Jürgen Roelandts (BEL) | 91e               |
| 126               | Dennis Vanendert (BEL) | 54e               |
| 127               | Louis Vervaeke (BEL)   | AB                |
| 128               | Tim Wellens (BEL)      | 108e              |

| Orica-GreenEDGE OGE | Orica-GreenEDGE OGE         | Orica-GreenEDGE OGE |
| ------------------- | --------------------------- | ------------------- |
| Num                 | Coureur                     | Pos                 |
| 131                 | Simon Gerrans (AUS) (Route) | 1er                 |
| 132                 | Michael Albasini (SUI)      | 71e                 |
| 133                 | Mathew Hayman (AUS)         | 111e                |
| 134                 | Daryl Impey (RSA)           | 4e                  |
| 135                 | Jens Keukeleire (BEL)       | 97e                 |
| 136                 | Christian Meier (CAN)       | AB                  |
| 137                 | Pieter Weening (NED)        | 50e                 |
| 138                 | Simon Yates (GBR)           | 22e                 |

| FDJ.fr FDJ | FDJ.fr FDJ                    | FDJ.fr FDJ |
| ---------- | ----------------------------- | ---------- |
| Num        | Coureur                       | Pos        |
| 141        | Arthur Vichot (FRA)           | AB         |
| 142        | William Bonnet (FRA)          | AB         |
| 143        | Arnaud Courteille (FRA)       | 121e       |
| 144        | Pierrick Fédrigo (FRA)        | 63e        |
| 145        | Arnold Jeannesson (FRA)       | 114e       |
| 146        | Yoann Offredo (FRA)           | 47e        |
| 147        | Laurent Pichon (FRA)          | 79e        |
| 148        | Jussi Veikkanen (FIN) (Route) | 135e       |

| Garmin-Sharp GRS | Garmin-Sharp GRS                  | Garmin-Sharp GRS |
| ---------------- | --------------------------------- | ---------------- |
| Num              | Coureur                           | Pos              |
| 151              | Tom-Jelte Slagter (NED)           | 11e              |
| 152              | Thomas Danielson (USA)            | 129e             |
| 153              | Phillip Gaimon (USA)              | 72e              |
| 154              | Alex Howes (USA)                  | 35e              |
| 155              | Sebastian Langeveld (NED) (Route) | 123e             |
| 156              | Ramūnas Navardauskas (LTU)        | 3e               |
| 157              | Steele Von Hoff (AUS)             | 124e             |
| 158              | Fabian Wegmann (GER)              | 25e              |

| Cannondale CAN | Cannondale CAN          | Cannondale CAN |
| -------------- | ----------------------- | -------------- |
| Num            | Coureur                 | Pos            |
| 161            | Davide Formolo (ITA)    | 14e            |
| 162            | Ted King (USA)          | 66e            |
| 163            | Marco Marcato (ITA)     | 17e            |
| 164            | Jean-Marc Marino (FRA)  | 126e           |
| 165            | Matej Mohorič (SLO)     | 78e            |
| 166            | Cristiano Salerno (ITA) | 39e            |
| 167            | Davide Villella (ITA)   | 30e            |
| 168            | Moreno Moser (ITA)      | AB             |

| Europcar EUC | Europcar EUC           | Europcar EUC |
| ------------ | ---------------------- | ------------ |
| Num          | Coureur                | Pos          |
| 171          | Cyril Gautier (FRA)    | 15e          |
| 172          | Yukiya Arashiro (JPN)  | 69e          |
| 173          | Bryan Coquard (FRA)    | 127e         |
| 174          | Antoine Duchesne (CAN) | AB           |
| 175          | Tony Hurel (FRA)       | AB           |
| 176          | Christophe Kern (FRA)  | 74e          |
| 177          | Perrig Quéméneur (FRA) | 109e         |
| 178          | Kévin Réza (FRA)       | 96e          |

| Équipe nationale du Canada CAN | Équipe nationale du Canada CAN | Équipe nationale du Canada CAN |
| ------------------------------ | ------------------------------ | ------------------------------ |
| Num                            | Coureur                        | Pos                            |
| 181                            | Bruno Langlois (CAN)           | 51e                            |
| 182                            | Ryan Anderson (CAN)            | 27e                            |
| 183                            | Matteo Dal-Cin (CAN)           | 43e                            |
| 184                            | Garrett McLeod (CAN)           | 88e                            |
| 185                            | Pierrick Naud (CAN)            | 130e                           |
| 186                            | Benjamin Perry (CAN)           | 93e                            |
| 187                            | Ryan Roth (CAN)                | 58e                            |
| 188                            | Michael Woods (CAN)            | 75e                            |